# Diocesi di Uije
La diocesi di Uije (in latino Dioecesis Uiiensis) è una sede della Chiesa cattolica in Angola suffraganea dell'arcidiocesi di Malanje. Nel 2022 contava 1.395.400 battezzati su 2.229.500 abitanti. È retta dal vescovo Joaquim Nhanganga Tyombe.

## Territorio
La diocesi comprende la provincia di Uíge in Angola.
Sede vescovile è la città di Uíge, dove si trova la cattedrale dell'Immacolata Concezione.
Il territorio è suddiviso in 24 parrocchie.

## Storia
La diocesi di Carmona e São Salvador fu eretta il 14 marzo 1967 con la bolla Apostolico officio di papa Paolo VI, ricavandone il territorio dall'arcidiocesi di Luanda, di cui originariamente era suffraganea.
Il 16 maggio 1979 ha assunto il nome attuale in forza del decreto Cum Excellentissimus della Congregazione per l'evangelizzazione dei popoli.
Il 7 novembre 1984 ha ceduto una porzione del suo territorio a vantaggio dell'erezione della diocesi di Mbanza Congo.
Il 12 aprile 2011 è entrata a far parte della provincia ecclesiastica dell'arcidiocesi di Malanje.

## Cronotassi dei vescovi
Si omettono i periodi di sede vacante non superiori ai 2 anni o non storicamente accertati.
- José Francisco Moreira dos Santos, O.F.M.Cap. † (14 marzo 1967 - 2 febbraio 2008 ritirato)
- Emílio Sumbelelo (2 febbraio 2008 succeduto - 31 gennaio[2] 2019 nominato vescovo di Viana)[3]
  - Sede vacante (2019-2021)
- Joaquim Nhanganga Tyombe, dal 2 febbraio 2021

## Statistiche
La diocesi nel 2022 su una popolazione di 2.229.500 persone contava 1.395.400 battezzati, corrispondenti al 62,6% del totale.
| anno | popolazione | popolazione | popolazione | presbiteri | presbiteri | presbiteri | presbiteri                | diaconi | religiosi | religiosi | parrocchie |
| anno | battezzati  | totale      | %           | numero     | secolari   | regolari   | battezzati per presbitero | diaconi | uomini    | donne     | parrocchie |
| ---- | ----------- | ----------- | ----------- | ---------- | ---------- | ---------- | ------------------------- | ------- | --------- | --------- | ---------- |
| 1970 | ?           | 440.183     | ?           | 30         | 1          | 29         | ?                         |         | 38        | 52        | 3          |
| 1980 | 289.600     | 837.000     | 34,6        | 25         | 1          | 24         | 11.584                    |         | 31        | 38        | 18         |
| 1990 | 419.906     | 1.252.473   | 33,5        | 29         | 7          | 22         | 14.479                    |         | 36        | 64        | 15         |
| 1999 | 552.529     | 1.405.569   | 39,3        | 31         | 14         | 17         | 17.823                    |         | 24        | 79        | 15         |
| 2000 | 558.908     | 1.412.118   | 39,6        | 28         | 14         | 14         | 19.961                    |         | 20        | 85        | 15         |
| 2001 | 563.530     | 1.410.735   | 39,9        | 29         | 16         | 13         | 19.432                    |         | 20        | 84        | 14         |
| 2002 | 558.106     | 1.268.022   | 44,0        | 29         | 16         | 13         | 19.245                    |         | 20        | 79        | 15         |
| 2003 | 556.697     | 1.252.270   | 44,5        | 33         | 20         | 13         | 16.869                    |         | 23        | 77        | 15         |
| 2004 | 566.713     | 1.290.000   | 43,9        | 43         | 26         | 17         | 13.179                    |         | 23        | 82        | 16         |
| 2010 | 813.000     | 1.588.000   | 51,2        | 50         | 35         | 15         | 16.260                    |         | 25        | 66        | 20         |
| 2014 | 906.000     | 1.765.000   | 51,3        | 45         | 27         | 18         | 20.133                    |         | 39        | 70        | 21         |
| 2017 | 981.000     | 1.911.000   | 51,3        | 66         | 43         | 23         | 14.863                    |         | 46        | 80        | 22         |
| 2020 | 1.346.201   | 2.096.000   | 64,2        | 60         | 41         | 19         | 22.436                    |         | 23        | 84        | 24         |
| 2022 | 1.395.400   | 2.229.500   | 62,6        | 64         | 44         | 20         | 21.803                    |         | 23        | 72        | 24         |